# Bušovice (zámek)
Bušovice jsou zámek ve stejnojmenné vesnici v okrese Rokycany, který nechali postavit před rokem 1710 příslušníci rodu Vidršpergárů. Zámek je chráněn jako kulturní památka.

## Historie
Bušovice byly od čtrnáctého století rozděleny na několik dílů. V jedné části se roku 1398 připomíná tvrz, která patřila Rackovi ze Švamberka. V roce 1449 je zmiňována plzeňská měšťanka Markéta Berbetová, která prodala svůj poplužní dvůr a je možné, že tvrz byla v té době pustá.
V 17. století patřila ves k Oseku, roku 1673 ji její majitel Ferdinand Malovec prodal rytíři Petru Vidršpergárovi. Ten dostavěl rozestavěný zámeček (panský dům) a před rokem 1710 nechal postavit nový barokní zámek podle projektu plzeňského architekta Jakub Augustona. V roce 1741 prodala vdova po Antonínovi z Vidršperka celé panství Janu Antonínovi z Helversenu. Po něm zámek roku 1744 zdědila jeho sestra Antonie provdaná za rytíře Janovského z Janova, který vesnici o rok později prodal městu Plzni.
V období 1827 až 1977 v zámku sídlila škola a od roku 1986 budovu využívá Studijní a vědecká knihovna Plzeňského kraje jako depozitář.

## Stavební podoba

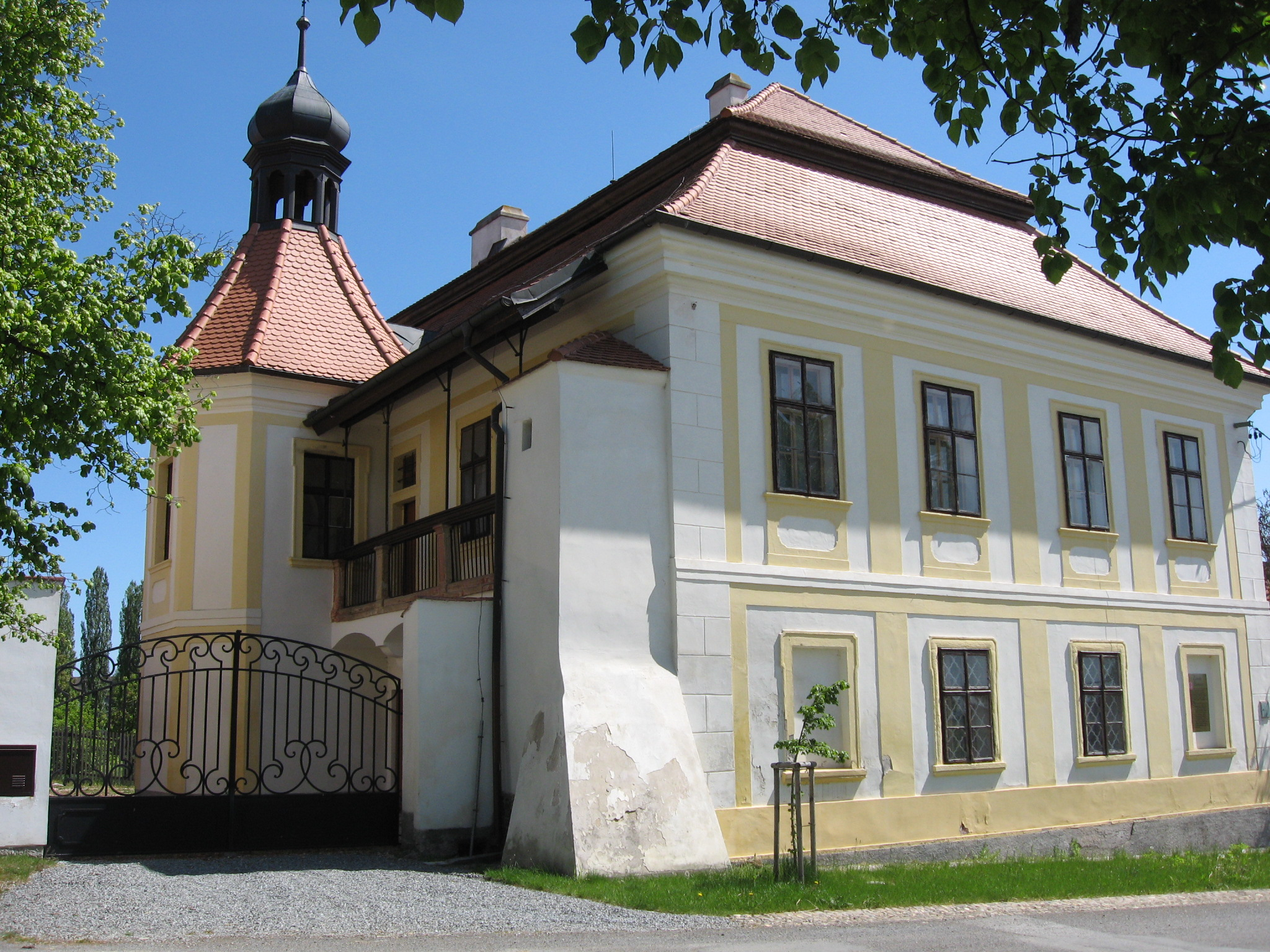
Kaple

Jednopatrová zámecká budova se zdvojenou valbovou střechou má obdélníkový půdorys. Fasády jsou členěné lizénovými rámci, omítkovou armaturou v nárožích a obdélnými okny, která jsou v první patře vybavená parapety. Dovnitř se vstupuje portálem s gotickým ostěním a rozeklaným štítem tvořeným balustrami, které podpírají úseky říms. Přízemní místnosti jsou zaklenuté valenými klenbami s pětibokými lunetami, na schodišti byly použity křížová a placková klenba.
K zadní straně budovy přiléhá obdélná kaple se zkosenými nárožími, ve které bývala kaple zasvěcená svatému Josefovi. V kapli se nacházela nástropní malba Nejsvětější Trojice, barokní oltář a vybavení s akantovou výzdobou. Do objektu kaple byl v osmdesátých letech dvacátého století umístěn výtah.